# Desmos goezeanus
Desmos goezeanus là loài thực vật có hoa thuộc họ Na. Loài này được (F.Muell.) Jessup mô tả khoa học đầu tiên năm 1986.